# Ray Adams
Raymond Thomas Adams, detto Ray (Chicago, 28 settembre 1912 – Des Plaines, 26 agosto 1992), è stato un cestista statunitense, professionista nella NBL.

## Carriera
Giocò per quattro stagioni nella NBL, disputando complessivamente 57 partite con 4,1 punti di media.
Nel suo primo anno a DePaul fu nominato MVP.